# Nourriture pour chat
 (octobre 2020).
Si vous disposez d'ouvrages ou d'articles de référence ou si vous connaissez des sites web de qualité traitant du thème abordé ici, merci de compléter l'article en donnant les références utiles à sa vérifiabilité et en les liant à la section « Notes et références ».

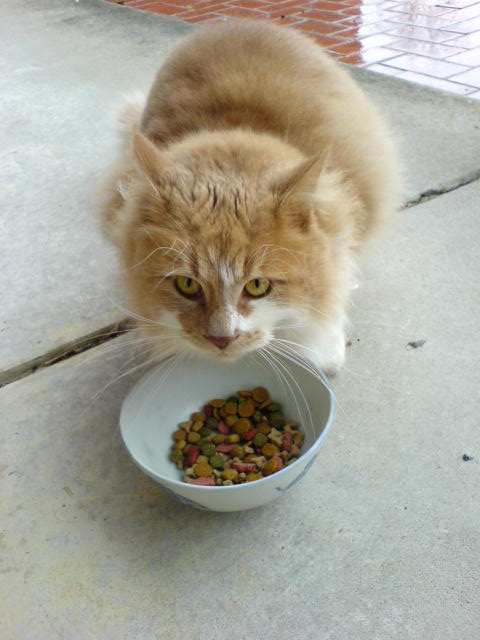
Chat avec une écuelle de croquettes.

La nourriture pour chat désigne les aliments élaborés pour le chat domestique. Ces aliments peuvent se présenter sous forme sèche, en granulés, appelés « croquettes », ou humide, dans des « sachets fraîcheur », ou conservée dans des boîtes scellées. Bien que les chats soient des carnivores, nombreuses sont les firmes qui ajoutent des produits cultivés comme les céréales et les légumes. Les croquettes et pâtées sont également complétées par l’ajout de vitamines, de minéraux et d’autres nutriments…

## Types de nourriture
La majorité des chats des pays développés sont nourris avec des aliments industriels. Ceux-ci sont commercialisés en magasin sous forme sèche, appelés croquettes, ou sous forme humide, en conserve, en barquette, ou en sachet. Certains fabricants vendent également de la nourriture crue congelée ou des ingrédients mixés pour les propriétaires nourrissant leur chat selon le régime « RAW feeding ». Il existe une très grande variété de produits aux caractéristiques différentes, destinés à chaque tranche d’âge du chat, à son activité physique. Il existe également des aliments diététiques spécifiques pour les chats souffrant de problèmes médicaux comme l’insuffisance rénale ou l’obésité.

### Alimentation industrielle

#### Formes

##### Nourriture sèche

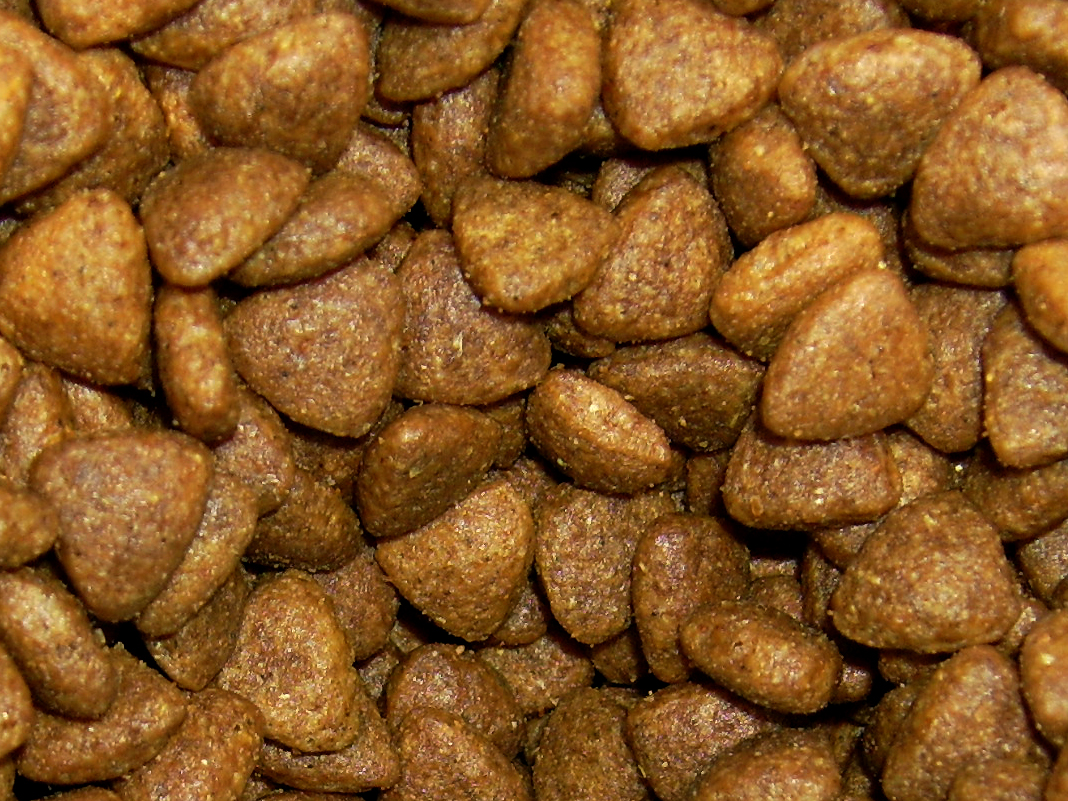
Nourriture sèche en croquettes.

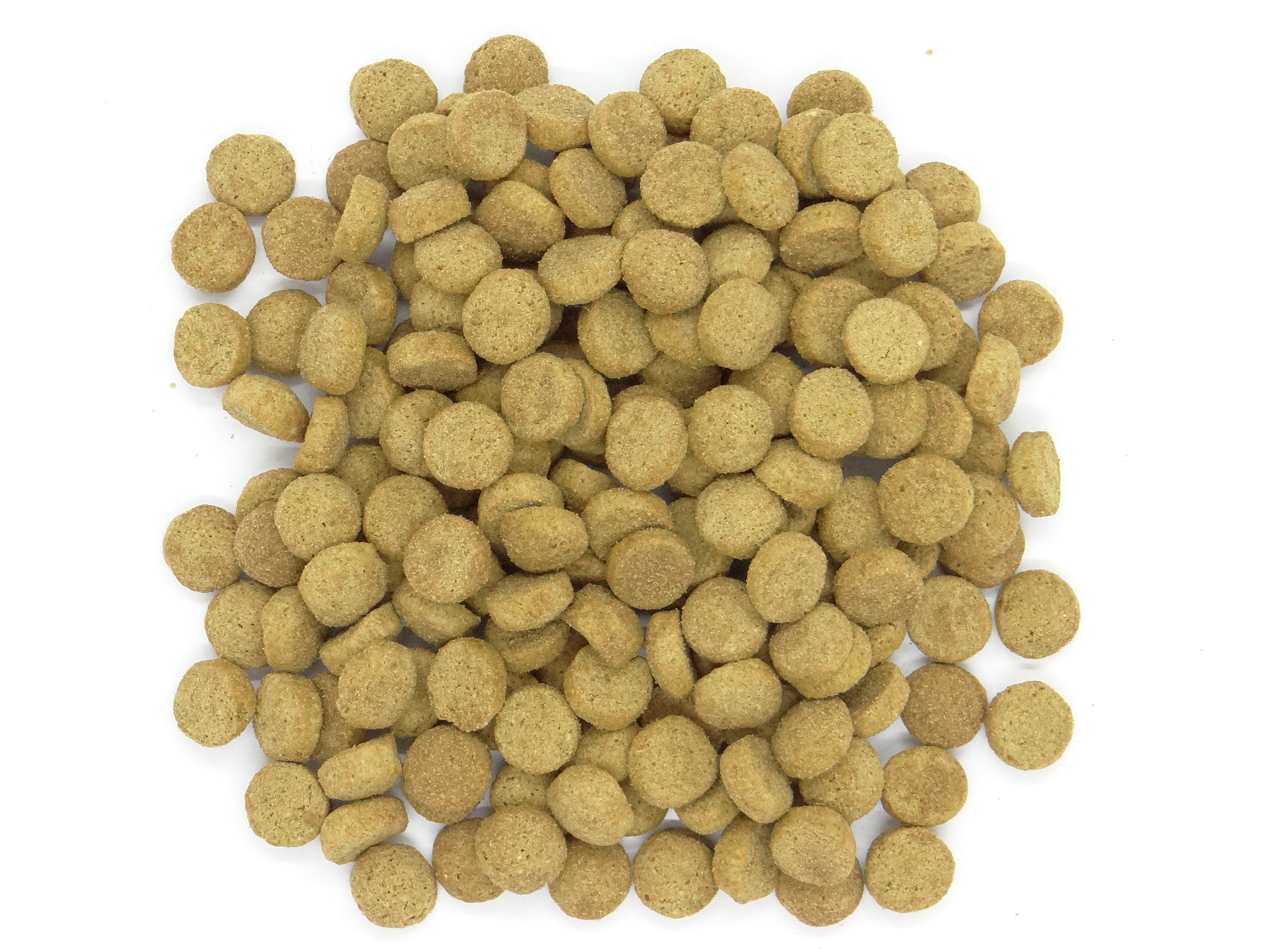
Des croquettes de gamme vétérinaire destinées à la régulation du poids.

La nourriture sèche, communément appelée « croquette » ou granulé (8 à 10 % d’humidité), est généralement obtenue par extrusion de la viande à haute pression et haute température. Elle peut être complétée par d’autres ingrédients et recouverte de graisse pour en améliorer le goût. La qualité nutritionnelle dépend principalement de la qualité des protéines animales utilisées, du type de sources azotées employées et de la technologie de fabrication.
Plus l’aliment est de qualité, plus l’animal a de chances d’être maintenu en bonne santé.
La nourriture sèche est moins chère et plus facile d’utilisation que la nourriture humide. En effet, la nourriture sèche peut être laissée dans l’écuelle du chat pendant plusieurs jours (sauf si elle a été pulvérisée de graisse, auquel cas elle peut devenir rance et s’oxyder), tandis que la nourriture humide se gâte et devient inconsommable au bout de quelques heures. Une alimentation en libre-service est adaptée au rythme naturel du chat mais peut aussi, dans certains cas, le conduire à manger avec excès et favoriser l’obésité. La nourriture sèche prévient les problèmes de tartre lorsque le chat la croque, par frottement sur la dent. Cependant, cet avantage a été contesté.
Des études comparatives conduites par des chercheurs japonais ont montré que la viande est beaucoup plus digeste et d’une meilleure valeur nutritionnelle dans les aliments secs que les autres sources de protéines d’origine végétale. Le gluten de maïs est celui qui a la plus mauvaise valeur nutritive,,. Ces mêmes études ont montré que les chats nourris exclusivement avec des aliments secs sécrétaient de l’urine alcaline. Le pH de l’urine est impliqué dans la formation de calculs de struvite et beaucoup de fabricants rajoutent à la composition de leurs croquettes des acidifiants d’urine. Cependant, cette pratique peut mener à la formation de cristaux d’oxalate de calcium et il semblerait donc que la consommation d’eau soit un facteur crucial pour la prévention de ces affections urinaires.
Les marques de croquettes sans céréales contiennent des glucides provenant par exemple de pommes de terre ou de tapioca : l’amidon de ces ingrédients est en effet nécessaire pour permettre à la croquette de garder sa forme. Les chats n’en ont pas nécessairement besoin car l’organisme félin est bien adapté à la synthèse du glucose à partir des protéines.

##### Nourriture semi-humide
Les aliments semi-humides sont composés de 30 à 60 % d'eau.

##### Nourriture humide

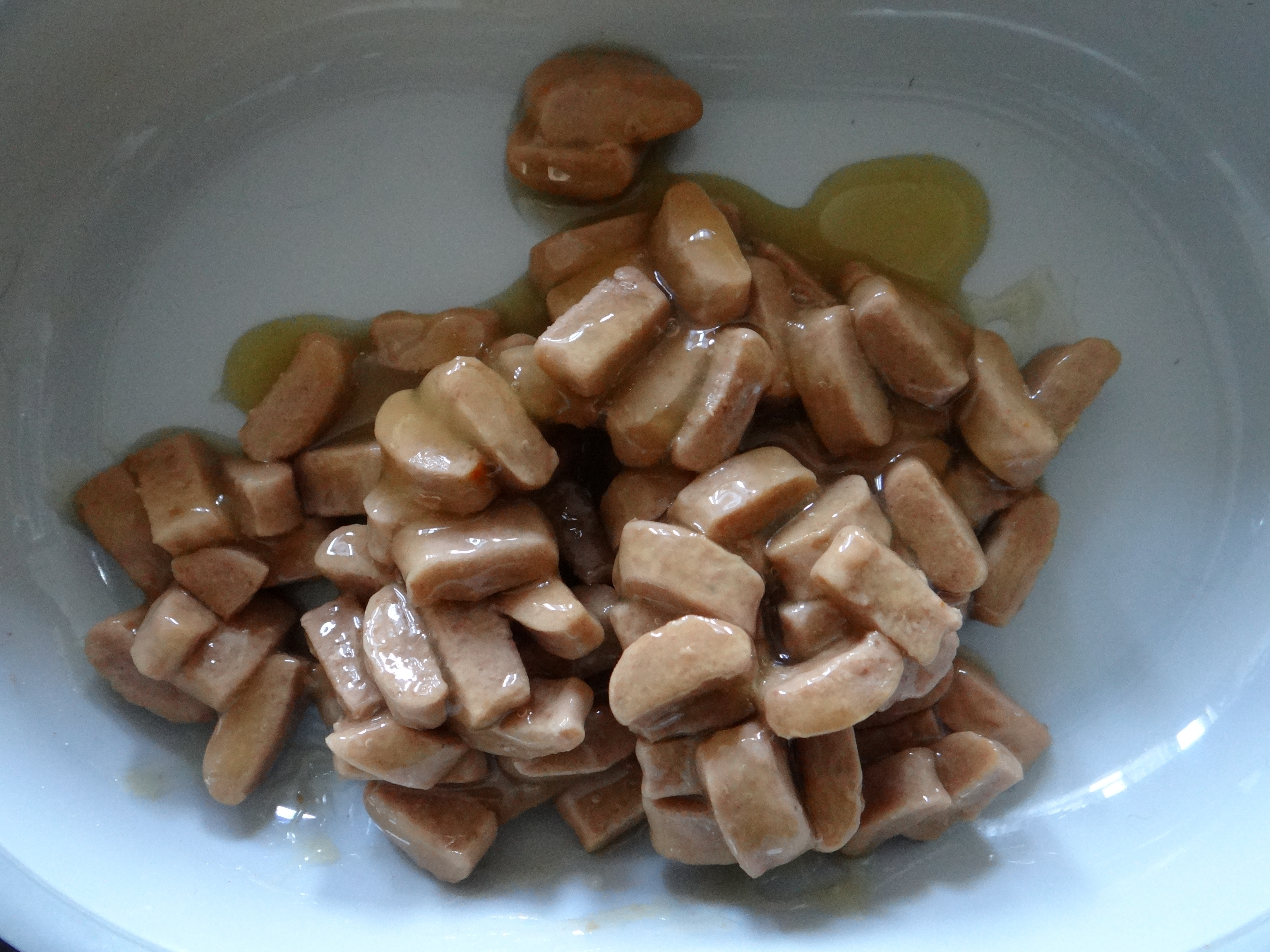
Nourriture humide sous forme de « bouchées en sauce ».

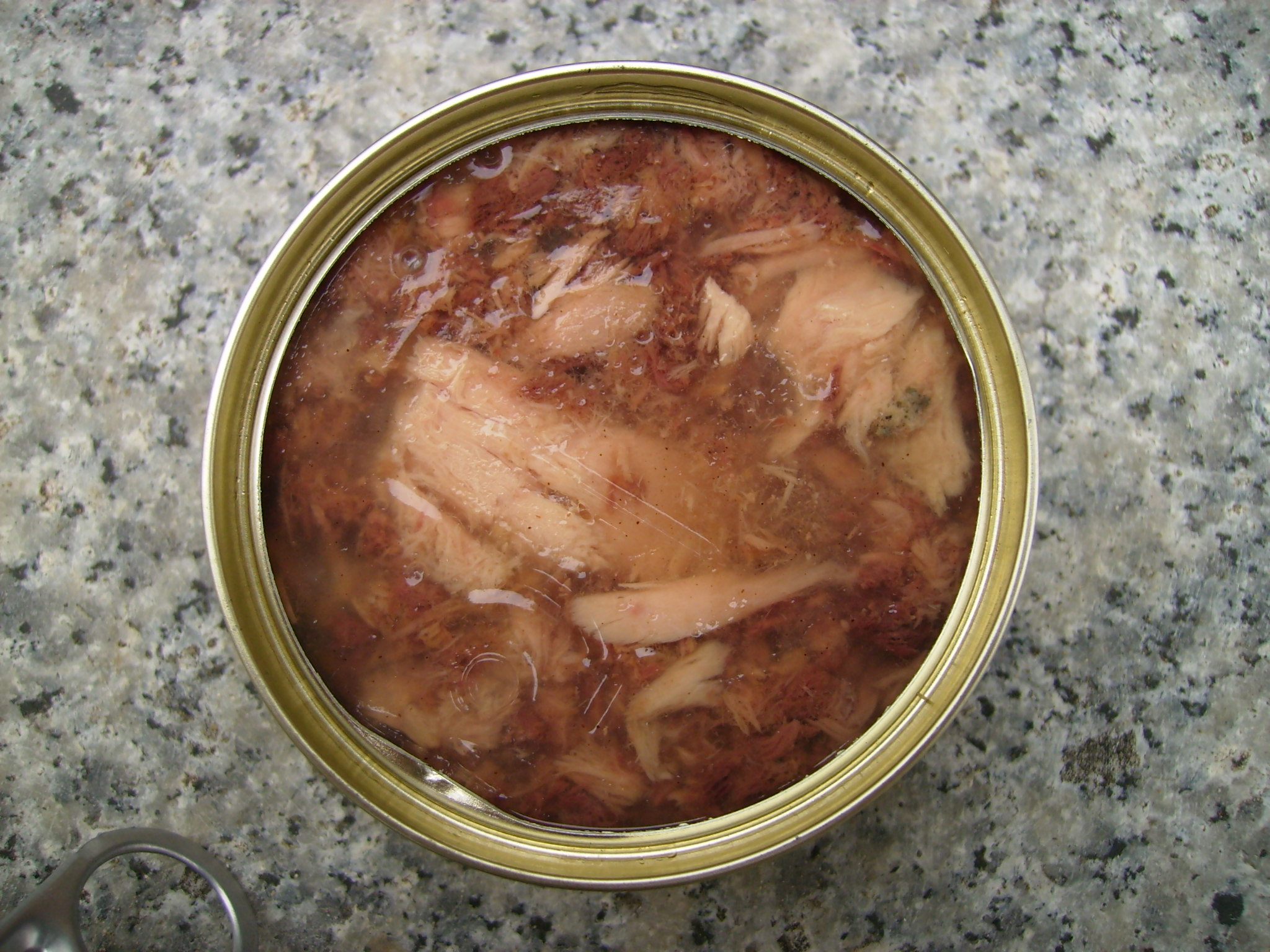
Nourriture humide sous forme de conserve.

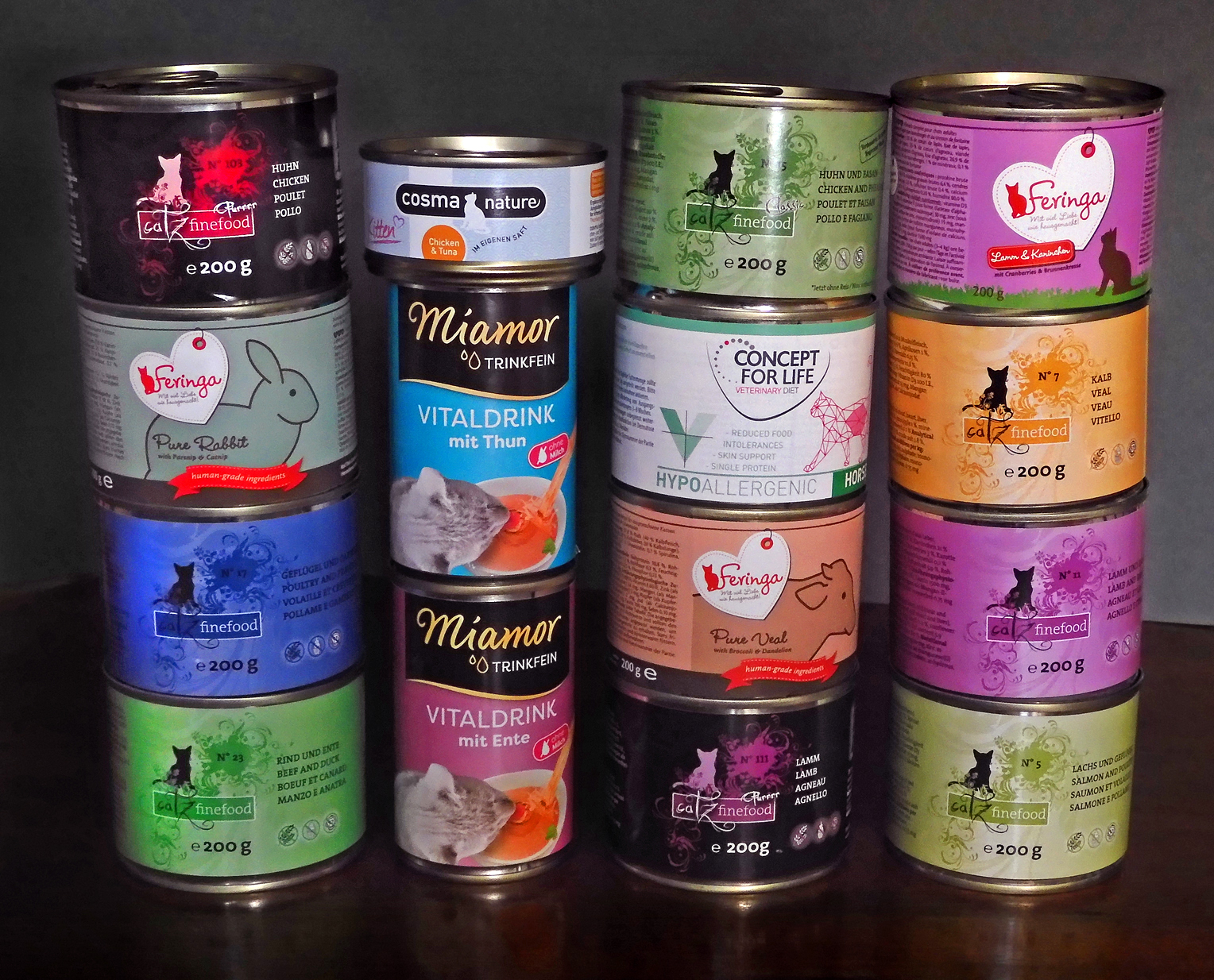
Différents types de nourriture humide pour chat en conserve.

La nourriture humide présente entre 70 et 85 % d'humidité.
Certains fabricants commercialisent également la nourriture sous forme de pochons ou sachets. Ces repas sont composés en grande partie de sous-produits animaux, c'est-à-dire de viande au départ destinée à l’alimentation humaine. Les différents aliments sont broyés et mélangés, puis sont mis en boîte pour une pâtée ou subissent une étape supplémentaire de pré-cuisson pour les gelées et les bouchées en sauce. La nourriture humide est systématiquement stérilisée ou pasteurisée.
L’importante teneur en eau de cette alimentation est présentée comme bénéfique pour la santé par les propriétaires et les vétérinaires qui recommandent un régime constitué en grande partie ou en totalité de nourriture humide. La nourriture humide contient généralement moins de céréales et de glucides. Cependant, beaucoup de ces repas sont composés principalement de poissons, qui contiennent beaucoup d’acides gras insaturés, et dont la consommation peut causer une inflammation des tissus adipeux. Par comparaison avec la nourriture sèche, la nourriture humide peut réduire les probabilités de problèmes urinaires,, de diabète, d’insuffisance rénale, de constipation et d’obésité.
Les conserves dans lesquelles est conservée la nourriture humide peuvent aussi jouer un rôle dans le développement de l’hyperthyroïdie chez le chat. Cela serait causé par le bisphénol A entrant dans la composition des conserves et contaminant la viande à son contact. Il est ainsi conseillé de placer la nourriture humide dans un récipient réutilisable pour éviter la contamination.

#### Gammes
Les aliments industriels peuvent être classés dans trois catégories : aliments communs, aliments physiologiques, et aliments diététiques. Tous peuvent exister sous forme sèche comme humide, et les aliments communs peuvent également être semi-humides. Les aliments communs sont destinés à des chats adultes. Les aliments physiologiques sont adaptés aux différents stades de vie du chat : individu en croissance, adulte ou âgé, chatte en gestation ou en lactation. Ils sont généralement vendus dans des circuits spécialisés, et plus rarement en grandes surfaces. Les aliments diététiques sont destinés à des individus ayant des problèmes de santé particuliers. Ils sont vendus principalement par des vétérinaires et les pharmacies.Alimentation ménagère

### Alimentation ménagère
Certains propriétaires d’animaux préfèrent préparer eux-mêmes la nourriture. Cette alimentation contient généralement de la viande crue ou cuite, des os, des légumes et des suppléments de taurine ou d’autres nutriments.
La malnutrition a été constatée chez les chats nourris selon un régime dit « naturel », « organique » ou végétarien par des propriétaires utilisant des recettes basées sur une moyenne de nutriments nécessaires et non une recette personnalisée. Puisque la comestibilité, la digestibilité et la sécurité de ces recettes n’ont pas été testées de façon appropriée ou scientifique, il est difficile de ranger dans le même panier tous ces régimes dits « maison ». Généralement, la plupart des formulations contiennent des protéines et du phosphore en excès, et n'apportent pas assez de calcium, de vitamine E et de microminéraux comme le cuivre, le zinc et le potassium. La valeur énergétique de ces régimes est également déséquilibrée par rapport aux autres nutriments. Les préparations de nourriture « maison », qui ne sont pas déséquilibrées en graisses et en énergie, contiennent généralement de l’huile végétale qui n’est pas digérée par le chat : l’animal aura tendance à manger moins et il n’aura pas une quantité suffisante de calories au quotidien. Les rations ménagères sont donc rarement équilibrées en minéraux et vitamines.

## Marché de l’alimentation pour chats

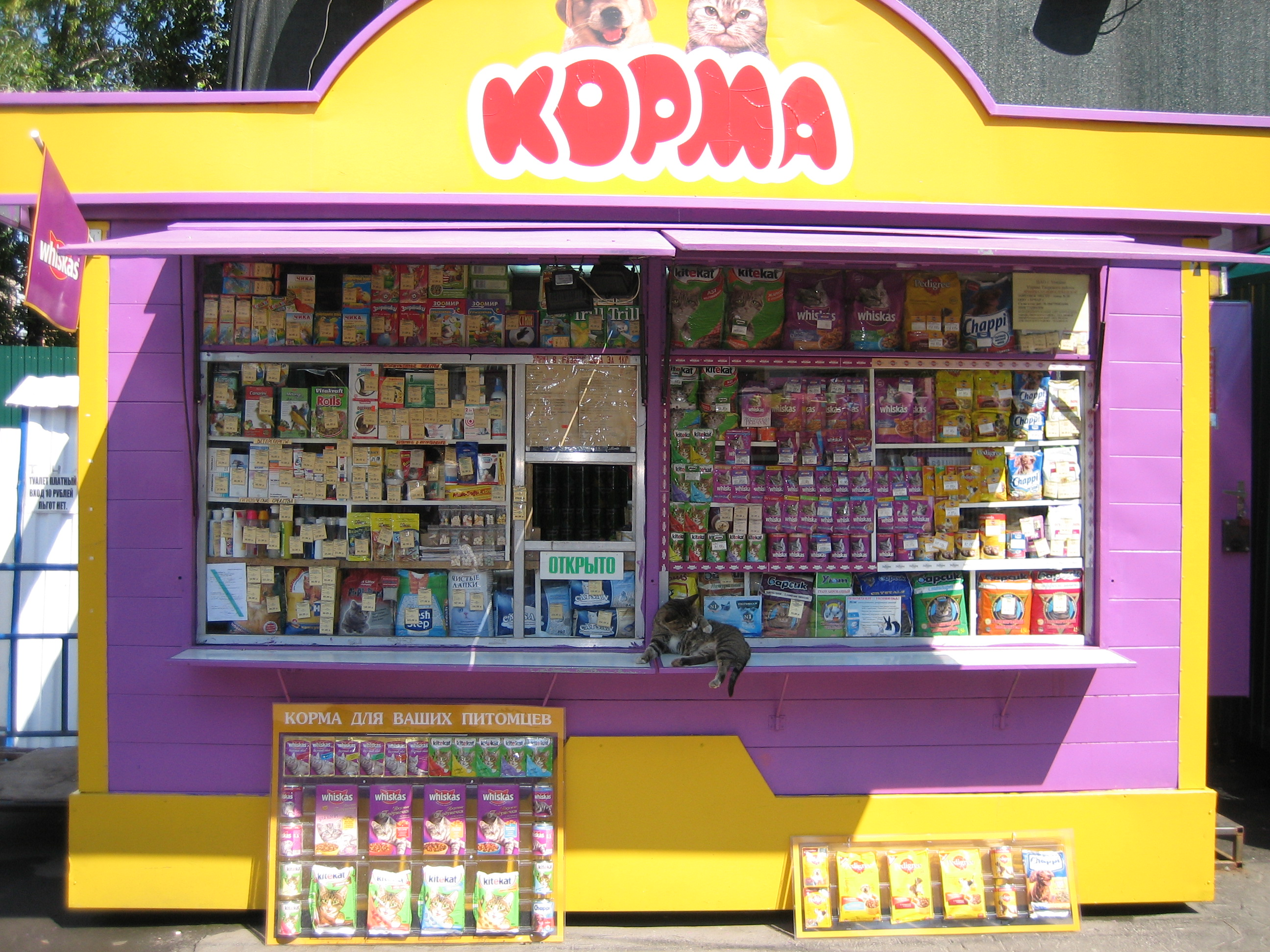
Vente de nourriture pour les chats sur le marché de Moscou

### Marché mondial
La population mondiale de chats domestiques est évaluée à 200 millions environ. Les principales populations se trouvent aux États-Unis (environ 50 millions), mais aussi en France (12 millions environ), en Grande-Bretagne (5 millions), au Japon (4 millions)…
Le marché de l’alimentation des chiens et chats (qui constitue le plus gros marché lié aux animaux de compagnie) a représenté en 2003 un total de 35 milliards d’US $ au niveau mondial, dont entre 25 % et 30 % pour les États-Unis à eux seuls.
Parmi les fabricants et marques les plus connues, on compte Nestlé (Purina Beneful, Cat Chow, Dog Chow, Fancy Feast, Friskies, Tender Vittles), Masterfoods, filiale de Mars (Cesar, Pedigree, Sheba, Whiskas), Procter & Gamble (Eukanuba, Iams), ou encore Colgate-Palmolive (Hill’s Science Diet). Cependant, une même marque n’appartient pas forcément au même groupe dans le monde entier : ainsi par exemple, Nestlé avait été contraint de se dessaisir de Friskies aux États-Unis, lors du rachat de Purina.

### Marché américain
Le marché des aliments pour animaux de compagnie représente, pour les seuls États-Unis, environ 16 milliards de dollars pour 2008, contre 13 milliards en 2003. C’est un marché globalement en forte croissance (de 8 % à 10 % par an entre 1999 et 2002).
Sur ce total, les aliments pour chiens représentent plus de la moitié du marché total. Ceci s’explique en particulier par le fait que 33 % des foyers américains possèdent un chien, alors que 25 % seulement possèdent un chat. La proportion de foyers possédant un chat est donc à peu près identique à la France, alors que le taux de détention d’un chien est nettement plus élevé aux États-Unis.
Les aliments secs, de leur côté, représentent environ la moitié du marché total.
Le marché des aliments pour chats (un peu plus d'un quart du total, puisqu’il était en 2002 de 4,20 milliards de dollars, soit 52 % du marché des aliments pour chiens) présente une forte segmentation : aliments secs, aliments en boîte, snacks pour chats, aliments semi-humides, boissons…
Comme en France, les aliments secs gagnent du terrain sur le marché des aliments pour chats.
En 1988, les États-Unis hébergeaient un total de 142,7 millions de chiens et chats, représentant plus des trois quarts du marché des aliments pour animaux de compagnie.
Le reste du marché s’adresse aux 192 millions de poissons, aux 17,3 millions d’oiseaux, aux 8,8 millions de reptiles et aux 16,8 millions d’autres petits animaux (lapins, hamsters, etc.) possédés alors par les foyers américains.
Le marché était en 2001 encore très fragmenté entre les différents producteurs, puisque le leader du marché, Nestlé-Purina, ne représentait alors que 14,2 % de part de marché globale.

### Marché français
Pour la France seule (qui occupe en Europe la première place pour le nombre d’animaux de compagnie), le marché de l’alimentation s’est élevé à 2,3 milliards d'euros pour l’ensemble des animaux de compagnie. Les chiens ont représenté 48,6 % du total des dépenses, et les chats, forts d’une population en France de 9,94 millions d’individus (légèrement supérieure à la population de chiens, de 8,51 millions), 35,3 % de ce total. Le reste du marché est absorbé par les 36 millions de poissons, les 6,6 millions de lapins, et les 3,8 millions d’oiseaux que comptait la France en 2004.
Calculé sur la base du chiffre d’affaires réalisé par la profession, un chat français consomme donc en valeur entre 60 % et 65 % de ce que consomme un chien. Ce chiffre est cohérent avec la situation constatée aux États-Unis.
Le pourcentage de foyers français possédant au moins un chat est de 26 %, identique au pourcentage de foyers détenant au moins un chien,.
Toujours en France, le marché des aliments pour chats est constitué pour 67 % d’aliments humides, secteur dominé par Nestlé-Purina et Masterfoods ; mais ce secteur s’effrite (avec en particulier l’effondrement des marques « bas de gamme » Ronron et Kitekat, de Masterfoods), et la part de marché des aliments secs pour chat (dominé par Nestlé-Purina avec Friskies et Purina one) tend à progresser. Dans la mesure où un kilogramme d’aliment sec équivaut à 4 kilogrammes d’aliment humide, les fabricants d’aliments pour chats peinent à compenser la baisse des aliments humides. Le marché français des aliments pour chats a donc tendance à stagner, voire à baisser.

## Régimes spécifiques

### Régime végétariens
De la nourriture végétarienne pour chat existe depuis plusieurs années, principalement aux États-Unis et au Canada. Ce type d’alimentation cible généralement les végétariens propriétaires d’animaux. Bien qu’un petit pourcentage de ces personnes soit végétarien par souci de santé, la plupart le sont pour des questions d’éthique.
Selon l’United States National Research Council, « une alimentation végétarienne sans suppléments nutritionnels peut causer des déficiences de certains acides aminés, acides gras et vitamines essentiels ». Une étude parue dans le Journal of the American Veterinary Medical Association a évalué l’état de santé des chats dont les propriétaires leur avaient choisi une alimentation végétarienne. La présence de vitamine B12 et de taurine, deux nutriments manquant dans l’alimentation végétarienne ont été testés. L’étude a trouvé chez tous les chats un taux normal de vitamine B12 dans le sang, mais trois chats sur 17 avaient un taux en taurine en dessous du seuil de référence. Un niveau de taurine trop bas est impliqué dans des carences à long terme mais ces valeurs ont été décrites comme « marginales mais non médicalement insignifiantes ».
Même correctement suppléée, l’alimentation végétarienne du chat comprend d’autres risques comme des problèmes d’urine acide. L'existence de rapports reliant problèmes urinaires et régimes végétariens est cependant anecdotique, et aucune étude sérieuse n'existe à ce sujet.
Les organisations qui plaident pour une alimentation humaine végétarienne ont des avis très différents face à la nourriture végétarienne pour chat. L’Union végétarienne internationale, la Vegan society britannique et la PETA américaine sont quelques-unes des organisations qui soutiennent une alimentation végétarienne des chats. À l’inverse, la Vegetarian Society anglaise suggère de considérer avec prudence une diète végétarienne pour les chats car ils n’y sont pas adaptés. L’Institut de protection animale américaine API ne recommande pas ce type de régime et met en garde contre les carences qui peuvent prendre des mois ou des années à se développer et devenir incurables. Il conseille de ne pas faire confiance à l’ajout de suppléments nutritionnels parce qu’ils ne contiennent pas les co-éléments et des enzymes nécessaires dont l’impact à long terme n’a pas été étudié[pas clair]. L’association américaine pour le bien-être des animaux, l’American Society for the Prevention of Cruelty to Animals, déconseille l'alimentation végétarienne des chats.

### Sans céréales
Les aliments sans céréales sont de plus en plus populaires chez les chats et les chiens. L'inquiétude par rapport à la présence de céréales semble principalement construite par le marketing et non par des données scientifiques. Les propriétaires craindraient en effet des allergies au gluten ou aux céréales,, et que les céréales ne soient pas digérées par les chats, bien qu'ils disposent d'enzymes pour les digérer, la digestibilité des hydrates de carbone dans les aliments correctement conçus étant supérieure à 90 %. Les céréales sont utilisées dans l'élaboration d'aliments comme sources de nutriments et leur transformation les rend facilement digestibles.

### À base d'insectes
Les farines à base d'insectes peuvent être employées pour formuler des croquettes et remplacer les protéines à base de viande. Leur qualité nutritionnelle est cependant variable, résultant à la fois des insectes utilisés et du traitement appliqué aux protéines à base d'insectes pendant la fabrication. Présentées comme écologiques, les règles de l'Union européenne imposent cependant que les insectes ne soient pas nourris à partir de certaines denrées alimentaires, élevant ainsi le coût de fabrication et limitant son aspect écologique.

## Santé

### Allergie alimentaire

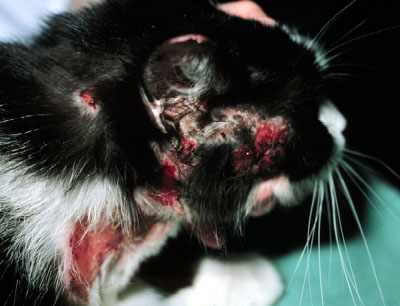
Prurit dû à une allergie alimentaire.

L’allergie alimentaire est une maladie non saisonnière causant des perturbations cutanées et gastro-intestinales. Le principal symptôme est généralement du prurit, souvent résistant aux traitements anti-inflammatoires stéroïdiens. La prévalence exacte de l’allergie alimentaire chez le chat reste inconnue, il n’y a ni prédilection de sexe, d’âge ou de race bien que certaines races soient touchées de façon plus fréquente.
Avant de montrer des signes cliniques d’allergies, les chats ont généralement été nourris pendant au moins deux ans avec une alimentation contenant l’ingrédient incriminé, bien qu’il y ait déjà eu des cas d’animaux atteints de moins d’un an. Dans 20 à 30 % des cas, les animaux présentent simultanément d’autres signes allergiques (atopie, allergie cutanée aux puces, eczéma).
Un diagnostic fiable peut être posé seulement après avoir éliminé successivement de l’alimentation tous les ingrédients suspectés. Un test cutané est nécessaire pour détecter l’ingrédient causant l’allergie. Le traitement consiste en la suppression de l’ingrédient de l’alimentation de l’animal.
Les allergies alimentaires sont difficiles à diagnostiquer. Les chats ayant une intolérance alimentaire le sont par nombre décroissant au bœuf, aux produits laitiers, au poisson, à la viande de mouton, à la volaille, puis au blé et à l'orge.

### Mycotoxines
En faisant suite aux nombreux rappels américains et à l'absence totale de rappels en Europe, une polémique est née quant à la qualité des céréales utilisées dans la composition de certaines marques d’aliments pour chats et chiens. En effet, des tests effectués par un laboratoire français indépendant ont mis en évidence la présence de mycotoxines, d’acide cyanurique et de mélamine à des taux supérieurs à ceux autorisés pour les bovins et porcins par la législation européenne, en vigueur pour les animaux de compagnie également. Ces toxines causeraient des problèmes de stérilité, d'avortements, de malformations des chatons et des chiots, et provoqueraient des tumeurs.

### Consommation de lait de vache
Tous les chats adultes ne sont pas capables de digérer le lait, car certains sont intolérants au lactose.

## Controverses et critiques

### Rappels
Aux États-Unis, dès mars 2007, des fabricants de nourriture pour animaux ont rappelé massivement de nombreuses marques de nourriture pour chats et chiens. Ces rappels ont fait suite à de problèmes d’insuffisance rénale chez les animaux consommant des marques contenant du gluten de maïs fourni par une firme chinoise. Après plus de trois semaines de plaintes de consommateurs, les rappels volontaires ont commencé chez la marque canadienne Menu Foods (en), le 16 mars 2007, quand le laboratoire de test a rapporté les maladies et la mort de certains animaux de test.
En tout, plusieurs grandes compagnies ont rappelé plus de 100 marques d’alimentation destinée aux animaux de compagnie, principalement celles contenant des ingrédients fournis par Menu Foods. Bien qu’il y ait plusieurs théories quant à la source causant les maladies chez les animaux infectés, et malgré l'étendue des tests réalisés dans le privé et par le gouvernement, aucune cause précise n’a pu être mise en lumière. Le 10 avril 2007, bien que rien n’ait pu être prouvé, la Food and Drug Administration a attribué les maladies à la présence de mélamine dans le gluten de blé entrant dans la composition des aliments.
Aux États-Unis, il y eut une large couverture médiatique de ces rappels. L’exaspération généralisée du public l'amena à demander une régulation de la part du gouvernement. Cette régulation était jusque-là faite par l’industrie du pet food elle-même. L’impact de ces rappels sur le marché alimentaire animal a été massif ; la société Menu Foods a perdu approximativement 30 millions de dollars rien qu’en rappels. Ces évènements ont causé une grande perte de confiance de la part des consommateurs envers les fabricants de nourriture animale.
En Europe, l’affaire a été peu couverte par les médias et aucun rappel n’a jamais été effectué par ces mêmes marques.

### Impact environnemental
Lors d'une étude sur l’impact de l’industrie alimentaire animale sur la population mondiale de poissons et de fruits de mer, les chercheurs ont estimé que plus de 2,4 millions de tonnes de poissons sont utilisées chaque année pour la production alimentaire féline,. Il a été suggéré qu’il était nécessaire « d’avoir une approche plus pragmatique et objective de l’utilisation de cette ressource biologique limitée et déclinante dans notre propre intérêt ». Paul Watson, un activiste de la protection marine, soutient que la réduction de la pêche de poissons typiquement utilisés dans la production alimentaire féline (sardines, harengs, anchois) aurait un impact positif sur les plus gros poissons se trouvant plus haut dans la chaîne alimentaire, comme le thon, le cabillaud, l’espadon et la morue, sans parler des grands mammifères marins et des oiseaux.
Du fait de leur alimentation carnée, chiens et chats sont responsables de 25 à 30 % des dommages environnementaux : « chaque année, chiens et chats américains consomment ainsi autant de calories que la population française ».